# شیلا فلورانس
شیلا فلورانس (انگلیسی: Sheila Florance; ۲۴ ژوئیهٔ ۱۹۱۶ – ۱۲ اکتبر ۱۹۹۱) هنرپیشه اهل استرالیا بود.
وی بازیگر فیلم‌هایی همچون مکس دیوانه و کاکتوس بوده‌است.